# Liste der Monuments historiques in Saint-Étienne-sur-Reyssouze
Die Liste der Monuments historiques in Saint-Étienne-sur-Reyssouze führt die Monuments historiques in der französischen Gemeinde Saint-Étienne-sur-Reyssouze auf.

## Liste der Bauwerke
| Bezeichnung              | Beschreibung | Standort | Kennzeichnung | Schutzstatus | Datum | Bild           |
| ------------------------ | ------------ | -------- | ------------- | ------------ | ----- | -------------- |
| Bauernhof in Montjouvent |              | (Lage)   | PA00116549    | Inscrit      | 1925  | weitere Bilder |
| Bauernhof in Pérignat    |              | (Lage)   | PA00116550    | Classé       | 1981  | weitere Bilder |

## Liste der Objekte
- Monuments historiques (Objekte) in Saint-Étienne-sur-Reyssouze in der Base Palissy des französischen Kultusministeriums